# Šabtaj Danijel
Šabtaj Danijel (hebrejsky שבתאי דניאל‎, rodným jménem Šabtaj Don-Jachija též Šabtaj Don-Yichye, שבתאי דון-יחיא‎, žil 1909 – 19. prosince 1981) byl izraelský politik a poslanec Knesetu za stranu Mafdal.

## Biografie
Narodil se v obci Viļaka v tehdejší Ruské říši (dnes Lotyšsko). V roce 1931 přesídlil do dnešního Izraele. Studoval ješivu Merkaz ha-rav a Hebrejskou univerzitu. Získal osvědčení pro výkon profese učitele. Působil pak jako učitel v Kfar Ja'bec a Kfar Chasidim.

## Politická dráha
Zasedal v redakční radě listu ha-Cofe od jeho založení. Byl členem strany Mafdal a ha-Po'el ha-Mizrachi. V izraelském parlamentu zasedl po volbách v roce 1965, do nichž šel za Mafdal. Stal se členem výboru pro zahraniční záležitosti a obranu a výboru pro vzdělávání a kulturu. Na mandát poslance ovšem rezignoval jen pár týdnů po začátku funkčního období. V poslaneckém křesle ho vystřídal Fridža Zo'arec.